# Annonciation aux deux donateurs agenouillés
L'Annonciation aux deux donateurs agenouillés est une peinture du peintre italien de la Renaissance Filippo Lippi. Datant de 1440-45, il est conservé dans la Galerie nationale d'art ancien, au Palazzo Barberini, à Rome.

## Description
Le tableau illustre le thème de l'Annonciation.
La composition pivote autour de la Vierge, qui occupe le centre de la scène. L'Ange annonciateur lui tend un lys, qui symbolise la pureté et la virginité de Marie.
En arrière-plan, sur la droite, deux petites figures de femmes sont sur un escalier. Les deux portraits de donateurs montrent les donateurs inconnus à genoux derrière une rampe en bois. Le fait qu'ils soient représentés en grandeur nature (c'est-à-dire de la même taille que les personnages religieux) constituait une caractéristique stylistique relativement nouvelle.